# Walentin Alexandrowitsch Wlassow
Walentin Alexandrowitsch Wlassow (russisch Валентин Александрович Власов, wiss. Transliteration Valentin Aleksandrovič Vlasov; * 20. August 1947 in Moskau; † 4. August 2017 ebenda) war ein sowjetischer bzw. russischer KGB-Offizier, der von 2000 bis 2007 Leiter der Akademie des Föderalen Sicherheitsdienstes der Russischen Föderation war.

## Leben
Wlassow absolvierte 1971 zunächst ein Studium am Moskauer Energetischen Institut und später ein Studium an der Höheren Schule des KGB der UdSSR, benannt nach Feliks Dzierżyński. Als Ingenieur in der sowjetischen Rüstungsindustrie entwickelte er u. a. Andocksysteme für Raumfahrzeuge mit. Von 1975 bis 1982 war er Abgeordneter des Bezirksrates und von 1977 bis 1980 Abgeordneter im Moskauer Stadtrat. Seit 1981 arbeitete er beim KGB. U. a. war er Erster Stellvertretender Leiter für Moskau und die Region Moskau. 2000 wurde er vom russischen Präsidenten Wladimir Putin zum Leiter der Akademie des FSB ernannt. Er schied 2007 aus dem aktiven Dienst aus. Sein letzter erreichter Dienstgrad war der eines Generalobersts. Er liegt auf dem Friedhof Trojekurowo begraben.

## Akademische Titel, Berufsbezeichnung und Auszeichnungen
- Doktor der Rechtswissenschaften
- Orden der Ehre (Russland)
- Verdienstorden für das Vaterland, IV. Klasse